# Dianthidium dubium
Dianthidium dubium är en biart som beskrevs av Schwarz 1928. Dianthidium dubium ingår i släktet Dianthidium och familjen buksamlarbin.

## Underarter
Arten delas in i följande underarter:
- D. d. dilectum Finns i södra Kaliforniens berg och längs delstatens kust norrut till San Francisco Bay[6]. Fynd har även gjorts i Colorado[7]
- D. d. dubium Finns i södra Oregon och norra Kalifornien[6]. Fynd har även gjorts i Nevada, Idaho, Utah, Colorado och New Mexico.[7]
- D. d. mccrackenae Finns i Sierra Nevada i Kalifornien[6].

Fynd av en okänd underart (troligen D. d. dilectum) har även gjorts i norra Baja California i Mexiko.

## Beskrivning
Utseendet skiljer sig något åt mellan de tre underarterna: D. d. dilectum har omfattande, klargula markeringar på svart botten, även om vissa individer kan vara blekare och med mindre gult i färgteckningen; D. d. dubium har mindre omfattande, krämfärgade till gula markeringar på svart botten, med rödbruna band på bakkroppen, medan D. d. mccrackenae påminner om D. d. dubium men saknar de rödbruna banden, och med blekare gul (eller krämfärgad) färg.

## Ekologi
Inte mycket är känt om artens biologi, förutom fortplantningen. Man känner dock till att underarten D. d. dilectum framför allt är en bergsart. Födomässigt är arten en generalist, som besöker blommor från flera olika familjer, som korgblommiga växter, strävbladiga växter, ärtväxter, kransblommiga växter, fackelblomsväxter samt slideväxter

### Fortplantning
Arten är ett solitärt, det vill säga icke samhällsbildande bi där varje hona själv sörjer för sin avkomma. Honan bygger som vanligt bland släktet ett bo på växter eller bara marken av grus och kåda. Larvcellerna förses med pollen som näring åt larverna, och boet försluts med kåda.

## Utbredning
Utbredningsområdet omfattar västra USA från Oregon och Idaho till Kalifornien, österut till Colorado och New Mexico samt nordligaste Mexiko (Baja California). Se ovan under Underarter för en närmare beskrivning för de olika underarterna.